# Natural Pharmaceuticals-RKL
Asociacija Regionų krepšinio lyga (RKL) ist die 3. Liga für Basketball in Litauen. RKL wurde 2005 errichtet. Damals wurde die 2. Liga (LKAL) zu NKL und Regionų krepšinio lyga reorganisiert. Zum ersten Meister der Liga wurde „Akademija-MRU“ aus der litauischen Hauptstadt Vilnius. Vor der Saison 2015/2016 wurde das norwegische Unternehmen „Natural Pharmaceuticals“ zum Hauptsponsor, deswegen wird die Liga auch als „Natural Pharmaceuticals – RKL“ bekannt.